# Gesche Gottfried
Gesche Margarethe Gottfried o Gesche Margarethe Timm, por su nombre de soltera, (16 de marzo de 1785, Bremen - 21 de abril de 1831, íd.), popularmente conocida como «el Ángel de Bremen», fue una asesina en serie alemana que entre 1813 y 1827 asesinó a quince personas, todas ellas familiares y amigos cercanos, entre los que se encuentran sus dos padres, su único hermano y tres de sus hijos, en Bremen y a una persona en Hannover. A todos los envenenó con arsénico.

## Perfil psiquiátrico
Gottfried nació en el seno de una familia pobre. Fue hermana melliza de un varón, Johann Timm hijo. Sus padres, Johann Timm y Gesche Margarethe Timm, siempre tuvieron una clara preferencia por su hermano. En realidad, hasta la fecha no se sabe a ciencia cierta qué es lo que llevó a Gottfried a cometer sus crímenes; pero sí se sabe de una carencia afectiva que vivió durante su infancia. Se cree que pudo haber padecido de síndrome de Münchhausen por poder y fue eso lo que la llevó a matar.

## Modus operandi
Usaba un raticida llamado «grasa de ratas» —en alemán, «Mäusebutter», muy común en la época—, que consistía en pequeñas hojuelas de arsénico mezcladas en grasa animal. Le suministraba pequeñas dosis a sus víctimas en la comida. Con el tiempo, estas comenzaban a enfermar, y Gottfried «amable, desinteresada y resignadamente» se ofrecía a cuidar de ellos durante su convalecencia, tiempo que aprovechaba para seguir envenenándolos.
Durante el tiempo que duró su actividad criminal, Gesche Gottfried fue considerada una ciudadana modelo y fue muy querida en su comunidad, más aún después de las constantes perdidas familiares que sufrió. Parecía que a la amable, cándida y bondadosa Gesche la perseguía una «nube de infortunio». Sus vecinos, conmovidos por el ahínco y la resignación con que cuidaba no solo sus familiares, sino también a sus amigos enfermos, comenzaron a llamarla «el Ángel de Bremen».

## Víctimas
- Johann Miltenberg: primer esposo, con quien contrajo nupcias en 1806. Esta boda permitió a Gesche escalar socialmente a una condición de clase media. Murió el 1 de octubre de 1813.
- Gesche Margarethe Timm: su madre. Murió el 2 de mayo de 1815.
- Johanna Miltenberg: tercera hija que engendró con Johann Miltenberg, nacida en 1812. Murió el 10 de mayo de 1815, a la edad de 3 años.
- Adelheid Miltenberg: primera hija que engendró con Johann Miltenberg, nacida en 1809. Murió el 18 de mayo de 1815, a la edad de 6 años.
- Johann Timm: padre. Murió el 28 de junio de 1815.
- Heinrich Miltenberg: segundo hijo que engendró con Johann Miltenberg, nacido en 1810. Murió el 22 de septiembre de 1815, a la edad de 5 años.
- Johann Timm hijo: único hermano. Murió el 1 de junio de 1816.
- Michael Christoph Gottfried: segundo esposo, del cual tomó el apellido Gottfried. Murió el 5 de julio de 1817.
- Paul Thomas Zimmermann: prometido, Murió el 1 de junio de 1823.
- Ana Lucía Meyerholz: profesora de música y amiga. Murió el 21 de marzo de 1825.
- Johann Mosees: vecino y amigo. Murió el 5 de diciembre de 1825.
- Wilhelmine Rumpff: casera. Murió el 22 de diciembre de 1826.
- Elisa Schmidt: hija de 3 años de edad de su sirvienta, Beta Schmidt. Murió el 13 de mayo de 1827.
- Beta Schmidt: sirvienta. Murió el 15 de mayo de 1827.
- Friedrich Kleine: amigo, única víctima asesinada en Hannover. Murió el 24 de julio de 1827.

## Arresto, condena y ejecución

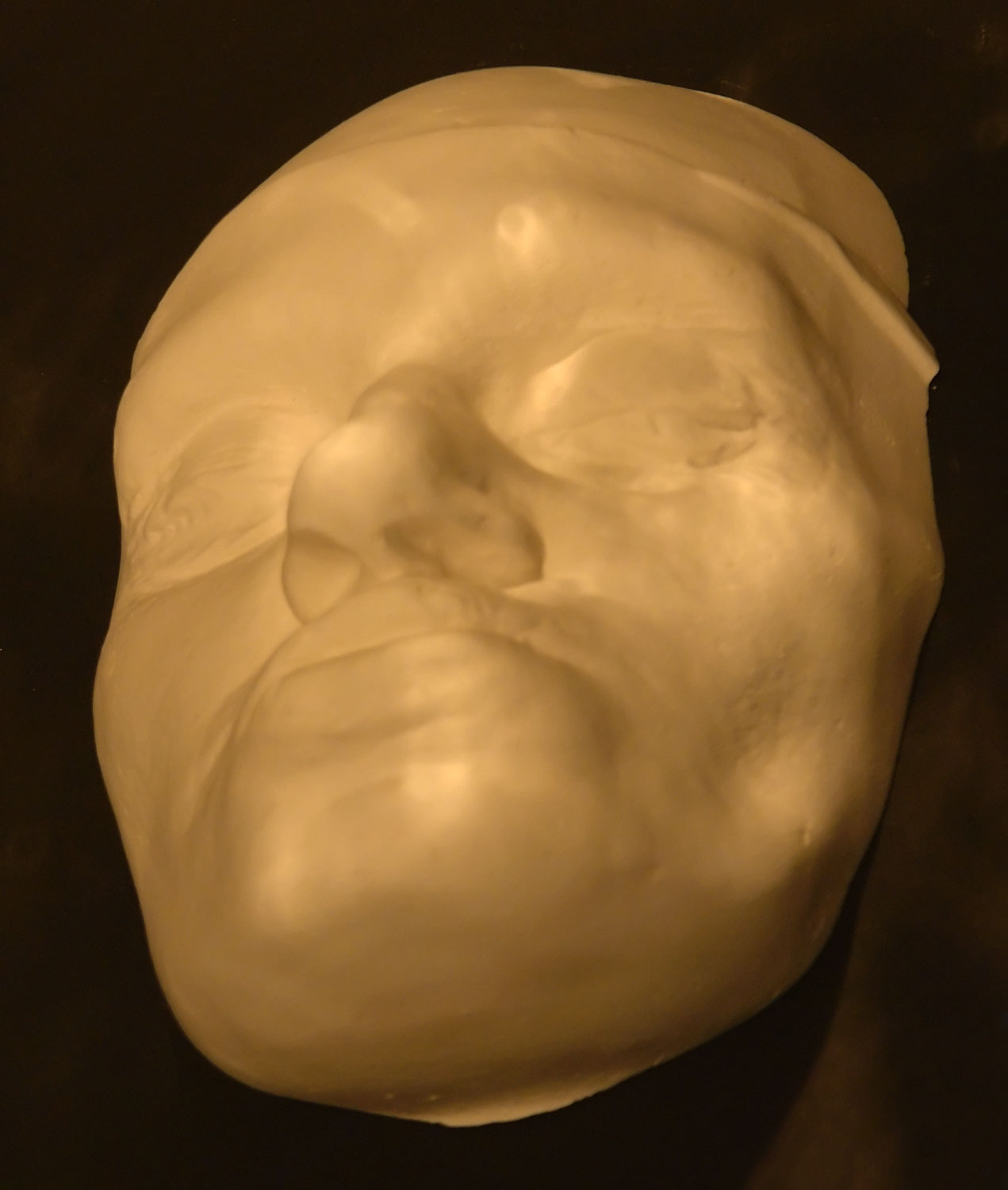
Molde de cera del rostro de Gesche.

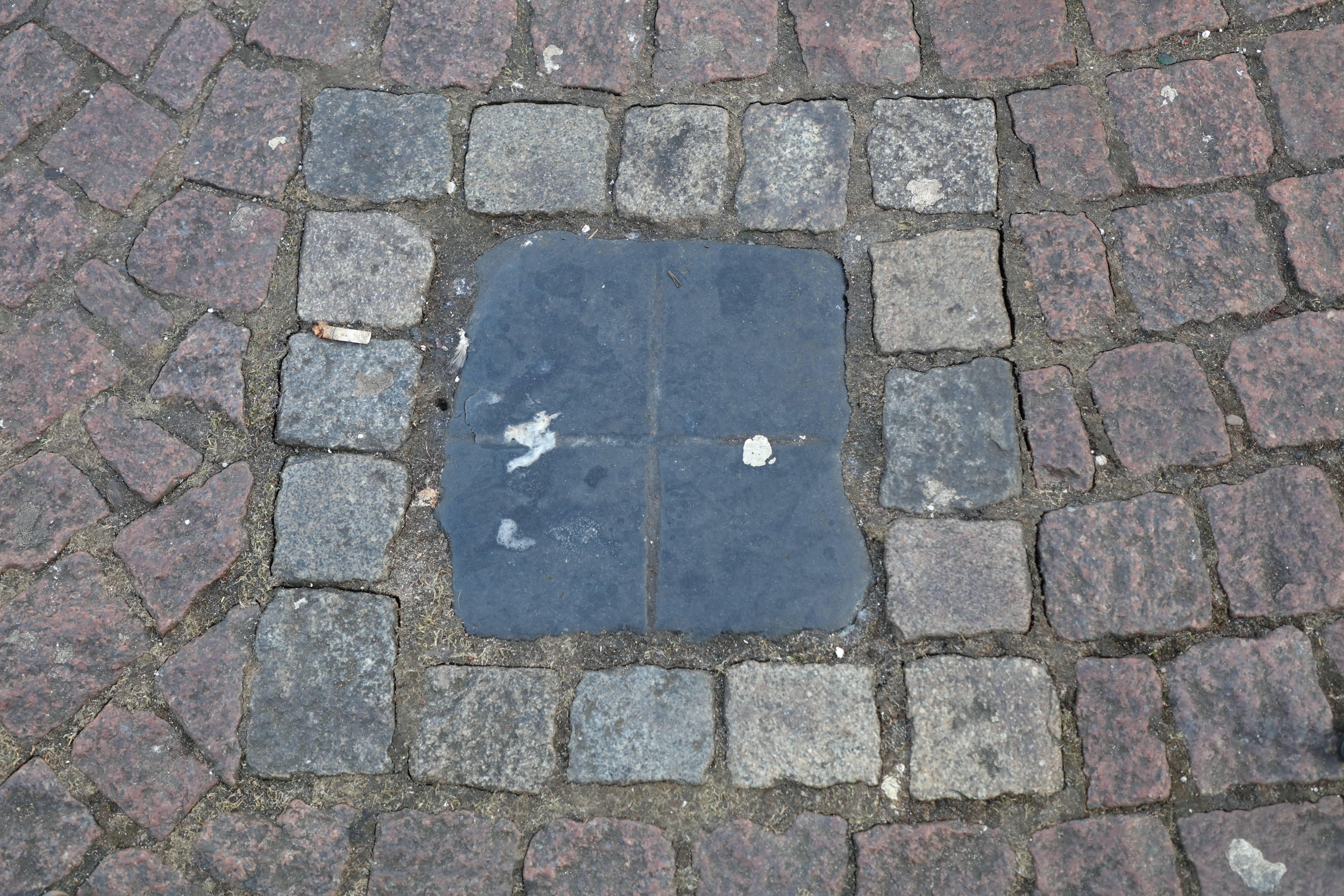
Spuckstein: lugar de ejecución de Gottfried

Wilhelmine Rumpff, duodécima víctima de Gesche Gottfried, antes de morir le confió a su médico ciertas sospechas que tenía: había descubierto «pequeñas y extrañas cuentas de color blanco» dentro de un platillo que Gottfried le había preparado. Le entregó dichas cuentas a su médico, el doctor Luce, quien, por cierto, ya había atendido a varias de las víctimas anteriores. Luce determinó que se trataba de arsénico y alertó a las autoridades, pero para entonces Gottfried ya se había cobrado otras dos víctimas, Elisa y Beta Schmidt, y se había trasladado a Hannover, donde se encontraba marchitando la vida de su última víctima, Frederic Kleine.
Fue la noche del 16 de marzo de 1828, día de su 43.er cumpleaños, cuando fue arrestada. Fue condenada a pena de muerte. La pena se cumplió el 21 de abril de 1831, en la guillotina. Fue la última ejecución pública en la historia de Bremen. Del rostro del cadáver de Gottfried se tomó un molde de cera para estudiar los patrones faciales de las mujeres criminales. Esto se halla dentro del campo de estudio de la ahora ya obsoleta frenología.